# Dame tu cosita
«Dame tu cosita» es una canción del artista panameño El Chombo, junto al músico jamaiquino Cutty Ranks. Fue grabada originalmente en 1997, pero una versión extendida publicada en 2018 le dio popularidad. Un remix con Pitbull y Karol G fue lanzado el 29 de agosto de 2018.

## Historia
La canción fue lanzada por primera vez en 1997 en el disco Cuentos De La Cripta 2 de El Chombo, donde aparece una versión corta bajo el nombre de "Introducción B (El Cosita Remix)". Chombo firmó con el sello francés Juston Records en 2018 para producir una versión extendida de la canción.

## Popularidad de internet
El 16 de octubre de 2017, un usuario de Dailymotion subió una animación de un alien verde bailando un remix de "Introducción B", con el nombre 'Popoy – Dame Tu Cosita'. Este vídeo era, en realidad, una adaptación de una versión anterior de un alien bailando "Introducción B". El vídeo fue subido a YouTube en algún punto de febrero de 2018 y su popularidad se disparó.
En varias aplicaciones y vídeos, un gran número de personas o grupos de gente intentaron imitar los movimientos del alien, provocando una "locura" sobre la canción. Varios usuarios colocaron en un cuadro de sus vídeos al alien original para comparar sus bailes. Estos factores contribuyeron a incrementar la popularidad de la aplicación musical.ly, donde la mayoría de esos vídeos fueron subidos.
Es una de las canciones que aparecerían en el juego de Ubisoft, Just Dance 2019, pero fue descartada y colocada en el servicio Just Dance Unlimited como parte de las canciones de Just Dance 2018.

## Vídeo musical
El vídeo muestra a un alien verde llamado "Alien Poppy" bailando el remix completo de «Dame tu cosita». En diciembre de 2022, el vídeo ha recibido más de 4 mil millones de visitas en YouTube.

## Dame la gomita
Una versión family-friendly hecha por el personaje cantante multibilingue El osito gominola, se lanzó en el 2019, bajo el nombre de "Dame la Gomita". La versión mezcla el bubblegum con el Reguetón, el cual tuvo opiniones favorables a comparación de la versión original. Su video oficial hacia el reto del baile con el personaje, solo que se estira y se rebota en algunas ocasiones. Hasta el momento, el videoclip tiene 16 millones de visitas en YouTube.

## Listas
| Listas(2018)                       | Posición más alta |
| ---------------------------------- | ----------------- |
| Canadá (Canadian Hot 100)          | 37                |
| Francia (SNEP)                     | 75                |
| Estados Unidos (Billboard Hot 100) | 36                |
| Estados Unidos (Hot Latin Songs)   | 1                 |